# Anass Lamrabat
Anass Lamrabat (arab. أنس لمرابط; ur. 13 lipca 1993 w Tetuanie) – marokański piłkarz grający na pozycji lewego obrońcy w sezonie 2020/2021 w Moghrebie Tétouan. Reprezentant kraju.

## Kariera

### Kariera klubowa
Pierwszym klubem Anassa Lamrabata był Moghreb Tètouan. Zadebiutował tam 21 października 2012 roku w meczu przeciwko Raji de Beni Mellal, wygranym przez jego drużynę 4:2. Pierwszą asystę zaliczył dopiero w kolejnym sezonie, dokładnie 10 listopada 2013 roku w meczu przeciwko Hassanii Agadir, zremisowanym 1:1. W sezonie 2013/2014 zdobył z tym klubem mistrzostwo kraju. 1 lipca 2016 roku podpisał kontrakt z Wydadem Casablanca. Debiut zaliczył tam 14 października przeciwko FARowi Rabat, wygranym przez jego drużynę 0:5. W sezonie 2016/2017 zdobył tam 2 trofea: po raz drugi w karierze krajowe mistrzostwo i Afrykańską Ligę Mistrzów. 21 sierpnia 2017 roku wypożyczono go do FARu Rabat, powrócił rok później, a dokładnie 30 czerwca 2018 roku. W zespole ze stolicy kraju zadebiutował w meczu z Rapide Oued Zem, który zakończył się bezbramkowym remisem. Łącznie w tym zespole rozegrał 15 meczów. W zespole z Casablanki Anass Lamrabat rozegrał 24 mecze. 9 lipca 2018 roku Anass Lamrabat przeniósł się z Wydadu do Mouloudii Wadżda. Swój debiut zawodnik zaliczył tam 28 sierpnia 2018 roku w meczu przeciwko Renaissance de Berkane, który zakończył się wynikiem 1:1. Jedyną asystę w tym zespole Anass Lamrabat zaliczył 5 czerwca 2019 roku, kiedy to jego zespół zremisował z FARem Rabat, zaś łącznie rozegrał 16 meczów. Od 1 lipca 2019 roku piłkarz pozostawał bez klubu, do czasu aż 14 stycznia 2020 roku został zawodnikiem KAC Kénitra. 28 października 2020 roku powrócił do Moghrebu, ponownie debiutując w tych barwach 8 grudnia 2020 roku w meczu przeciwko FARowi Rabat, który został wygrany przez jego drużynę 2:3. Łącznie w tym zespole zaliczył 5 meczów.

### Kariera reprezentacyjna
Anass Lamrabat wystąpił w trzech meczach ojczystej reprezentacji do lat 20 i dwa do lat 23. Rozegrał też 2 spotkania w seniorskiej reprezentacji.